# Graignes-Mesnil-Angot
Graignes-Mesnil-Angot ist eine französische Gemeinde mit 800 Einwohnern (Stand 1. Januar 2022) im Département Manche in der Region Normandie. Sie gehört zum Arrondissement Saint-Lô und zum Kanton Pont-Hébert. Die Einwohner werden Graignais und Mesnil-Angotais genannt.

## Geographie
Graignes-Mesnil-Angot liegt rund 15 Kilometer nordwestlich von Saint-Lô. Nachbargemeinden von Graignes-Mesnil-Angot sind Montmartin-en-Graignes im Norden und Nordosten, Le Mesnil-Véneron im Osten, Le Dézert im Osten und Südosten, Pont-Hébert im Süden sowie Saint-André-de-Bohon im Westen.

## Geschichte
Graignes-Mesnil-Angot entstand 2007 durch Zusammenlegung der Gemeinden Graignes und Mesnil-Angot.

### Bevölkerungsentwicklung
| Jahr                       | 1962 | 1968 | 1975 | 1982 | 1990 | 1999 | 2006 | 2018 |
| Einwohner                  | 783  | 677  | 602  | 588  | 534  | 617  | 783  | 808  |
| Quellen: Cassini und INSEE |      |      |      |      |      |      |      |      |

## Sehenswürdigkeiten
- Kirche Saint-Michel in Graignes, 1956 bis 1960 erbaut, Monument historique seit 2005
- Kirche Saint-Martin aus dem 17. Jahrhundert in Le Mesnil-Agnot

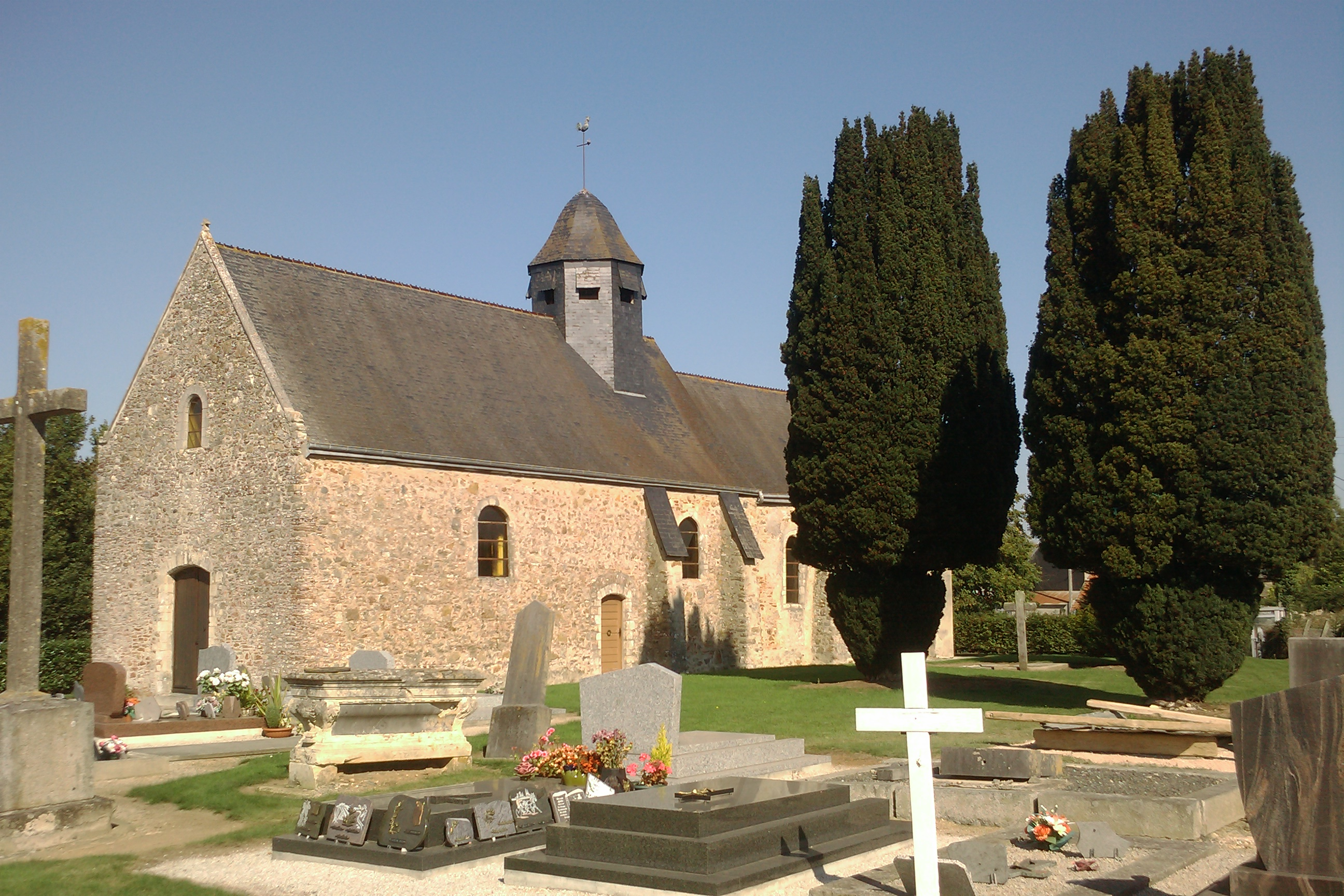
Kirche Saint-Martin

- Hippodrom